# Truyền hình kỹ thuật số mặt đất
Truyền hình kỹ. thuật số mặt đất (tiếng Anh: Digital Terrestrial Television - DTT) là công nghệ chuyển đổi từ analog (tương tự) sang digital (kỹ thuật số). Ưu điểm của phương thức này là hình ảnh sắc nét, có chiều sâu, loại bỏ hoàn toàn hiện tượng nhiễu và bóng ma (ghost free) vốn là nhược điểm của truyền hình analog thông thường, loại bỏ tác hại của các tia sóng phản xạ, không bị ảnh hưởng nhiễu phát ra do máy vi tính, mô tơ điện, sấm sét, mưa, gió... Truyền hình kỹ thuật số mặt đất có khả năng thu cố định hoặc xách tay, thu di động trên các phương tiện giao thông công cộng như ô tô, tàu hỏa, máy bay. Để sử dụng công nghệ này, người dùng cần có ăng ten thu sóng và đầu thu kỹ thuật số (Set-top-box) để giải mã, chuyển đổi tín hiệu.
Để sử dụng công nghệ trên, người dùng chỉ cần có ăng ten thu sóng và đầu thu kỹ thuật số (Set-top-box) để giải mã, chuyển đổi tín hiệu. Theo đó, có thể thu truyền hình kỹ thuật số mặt đất theo kiểu cố định hoặc xách tay, thu di động trên các phương tiện giao thông công cộng như ô tô, tàu hỏa, máy bay. Vì vậy sử dụng công nghệ truyền hình số mặt đất chúng ta có thể xem được các chương trình truyền hình mọi lúc mọi nơi đáp ứng được nhu cầu truyền thông đa phương tiện trên các thiết bị số, đặc biệt là điên thoại di động thông minh (smartphone) đăng trở nên phổ biến như hiện nay.
Hiện tại trên thế giới chủ yếu sử dụng 3 tiêu chuẩn phát sóng truyền hình số là:
- DVB-T, DVB-T2 (Digital Video Broadcasting-Terrestrial) Tiêu chuẩn Châu Âu.
- ATSC (Advanced Television System Committee) Tiêu chuẩn của Mỹ.
- ISDB-T (Intergrated Services Digital Broadcasting-Terrestrial) Tiêu chuẩn của Nhật.

Sử dụng các kỹ thuật nén tín hiệu trong hệ thống truyền hình số giải quyết được yêu cầu về độ rộng băng tần trong hệ thống truyền hình số. Phương thức truyền dẫn và phát sóng như: truyền hình số cáp (DVB-C), truyền hình số mặt đất DVB-T, truyền hình số vệ tinh (DVB-S), truyền hình độ phân giải cao (HDTV), truyền hình qua Internet (IPTV), (3G TV))...
Hiện nay ở Việt Nam, truyền hình kỹ thuật số mặt đất DVB-T2 đã được phủ sóng toàn bộ lãnh thổ Việt Nam từ ngày 28-12-2020 theo lộ trình